# Fabrizio Sforza
Fabrizio Sforza (* vor 1970; † 12. Oktober 2009 in Rom, Italien) war ein italienischer Maskenbildner und Spezialeffektkünstler.

## Leben
Sforza begann seine Karriere im Filmstab 1970 bei Jean Negulescos Abenteuerfilm Die schmutzigen Helden von Yucca mit Curd Jürgens und Elke Sommer. In der Folge arbeitete er an so unterschiedlichen Filmen wie José Gutiérrez Maessos Poliziottesco Mörder-Roulette, Federico Fellinis Fellinis Casanova sowie Joe D’Amatos Sexploitation-Film Nackt unter Kannibalen. Für Bernardo Bertoluccis Monumentalfilm Der letzte Kaiser wurde Sforza 1989 mit dem BAFTA Film Award in der Kategorie Beste Maske ausgezeichnet, eine zweite Auszeichnung erfolgte im darauf folgenden Jahr für Terry Gilliams Die Abenteuer des Baron Münchhausen. 1990 war er für Die Abenteuer des Baron Münchhausen zusammen mit Maggie Weston zudem für den Oscar in der Kategorie Bestes Make-up und beste Frisuren nominiert, die Auszeichnung ging in diesem Jahr jedoch an Miss Daisy und ihr Chauffeur.
Daraufhin wirkte er an einer Reihe von Hollywoodproduktionen wie Der Pate III, Lorenzos Öl und Der englische Patient. Für letzteren Film war er 1997 ein drittes Mal für den BAFTA Film Award nominiert, ging diesmal jedoch erstmals leer aus. Im Laufe seiner Karriere arbeitete Sforza mit renommierten Regisseuren wie Francis Ford Coppola, Martin Scorsese, Spike Lee und mehrfach für Ridley Scott.

## Filmografie (Auswahl)
- 1975: Mörder-Roulette (El clan de los inmorales)
- 1976: Fellinis Casanova (Il Casanova di Federico Fellini)
- 1977: Nackt unter Kannibalen (Emanuelle e gli ultimi cannibali)
- 1980: Das Syndikat des Grauens (Luca il contrabbandiere)
- 1987: Der letzte Kaiser (The Last Emperor)
- 1988: Die Abenteuer des Baron Münchhausen (The Adventures of Baron Munchausen)
- 1990: Der Pate III (The Godfather Part III)
- 1992: Lorenzos Öl (Lorenzo’s Oil)
- 1995: Der scharlachrote Buchstabe (The Scarlet Letter)
- 1996: Der englische Patient (The English Patient)
- 1999: Der talentierte Mr. Ripley (The Talented Mr. Ripley)
- 2001: Black Hawk Down
- 2001: Hannibal
- 2004: Exorzist: Der Anfang (Exorcist: The Beginning)
- 2005: Dominion: Exorzist – Der Anfang des Bösen (Dominion: Prequel to the Exorcist)

## Auszeichnungen (Auswahl)
- 1990: Oscar-Nominierung in der Kategorie Bestes Make-up und beste Frisuren für Die Abenteuer des Baron Münchhausen
- 1989: BAFTA Film Award in der Kategorie Beste Maske für Der letzte Kaiser
- 1990: BAFTA Film Award in der Kategorie Beste Maske für Die Abenteuer des Baron Münchhausen
- 1997: BAFTA-Film-Award-Nominierung in der Kategorie Beste Maske für Der englische Patient